# Brand New Love
〈Brand New Love〉은 일본의 록 밴드 WANDS의 13번째 싱글로, 1998년 2월 11일 발매되었다. (8cm CD: JBDJ-1034) 곡의 작사는 사카이 이즈미, 작곡은 와타누키 마사아키가 맡았다. 이 곡은 미쓰비시 자동차의 자동차 광고 삽입곡이었다. B 사이드 곡은 〈Hurts Good〉이며, 그룹의 키보디스트인 키무라 신지가 작사와 작곡을 모두 맡았다. 두 곡의 편곡은 모두 WANDS의 이름으로 되어있다.
작사가인 사카이 이즈미 (ZARD)가 이 곡을 셀프 커버해 자신의 정규 음반 《영원》에 담기도 했다.

## 수록곡
| #            | 제목                                          | 작사          | 작곡              | 편곡         | 재생 시간 |
| ------------ | --------------------------------------------- | ------------- | ----------------- | ------------ | --------- |
| 1.           | 〈〈Brand New Love〉〉 (明日もし君が壊れても) | 사카이 이즈미 | 와타누키 마사아키 | WANDS        | 5:05      |
| 2.           | 〈〈Hurts Good〉〉                            | 키무라 신야   | 키무라 신야       | WANDS        | 3:45      |
| 3.           | 〈〈Brand New Love〉〉 (Original Karaoke)     |               |                   |              | 5:04      |
| 총 재생 시간 | 총 재생 시간                                  | 총 재생 시간  | 총 재생 시간      | 총 재생 시간 | 13:54     |